# NGC 6153
NGC 6153 ist ein planetarischer Nebel im Sternbild Skorpion, der im New General Catalogue verzeichnet ist. 
Der Nebel wurde im Jahr 1883 von dem Astronomen Ralph Copeland entdeckt.